# جواو لويز (لاعب كرة قدم، مواليد 1985)
جواو لويز راميريز فييرا (بالبرتغالية: João Luiz Ramires Vieira‏) الشهير باسم جواو لويز (20 ديسمبر 1985) لاعب كرة قدم برازيلي يلعب حاليا لصالح نادي الدرجة الأولى الرفاع الشرقي البحريني في مركز الوسط المدافع من 2016.

## روابط خارجية
- جواو لويز راميريز فييرا على موقع اتحاد تركيا (لاعب) (الإنجليزية)
- جواو لويز راميريز فييرا على موقع قاعدة بيانات كرة القدم.إي يو (الإنجليزية)
- جواو لويز راميريز فييرا على موقع عالم كرة القدم.نت (الإنجليزية)